# Grand Prix automobile d'Allemagne 2008
GP précédent GP suivant
Le Grand Prix automobile d'Allemagne 2008 (Formula 1 Grosser Preis Santander von Deutschland 2008), disputé sur le circuit d'Hockenheim le 20 juillet 2008, est la 795e épreuve du championnat du monde de Formule 1 courue depuis 1950 et la dixième manche du championnat 2008.

## Essais libres

### Vendredi matin
| Pos | Pilote            | Écurie           | Chrono         | Écart   |
| --- | ----------------- | ---------------- | -------------- | ------- |
| 1   | Lewis Hamilton    | McLaren-Mercedes | 1 min 15 s 537 |         |
| 2   | Heikki Kovalainen | McLaren-Mercedes | 1 min 15 s 666 | 0 s 129 |
| 3   | Felipe Massa      | Ferrari          | 1 min 15 s 796 | 0 s 259 |
| 4   | Fernando Alonso   | Renault          | 1 min 16 s 163 | 0 s 626 |
| 5   | Kimi Räikkönen    | Ferrari          | 1 min 16 s 327 | 0 s 790 |
| 6   | Nico Rosberg      | Williams-Toyota  | 1 min 16 s 606 | 1 s 069 |

### Vendredi après-midi
| Pos | Pilote            | Écurie           | Chrono         | Écart   |
| --- | ----------------- | ---------------- | -------------- | ------- |
| 1   | Lewis Hamilton    | McLaren-Mercedes | 1 min 15 s 025 |         |
| 2   | Felipe Massa      | Ferrari          | 1 min 15 s 722 | 0 s 697 |
| 3   | Kimi Räikkönen    | Ferrari          | 1 min 15 s 760 | 0 s 735 |
| 4   | Heikki Kovalainen | McLaren-Mercedes | 1 min 15 s 990 | 0 s 965 |
| 5   | Mark Webber       | Red Bull-Renault | 1 min 16 s 017 | 0 s 992 |
| 6   | Fernando Alonso   | Renault          | 1 min 16 s 230 | 1 s 205 |

### Samedi matin
| Pos | Pilote            | Écurie             | Chrono         | Écart   |
| --- | ----------------- | ------------------ | -------------- | ------- |
| 1   | Heikki Kovalainen | McLaren-Mercedes   | 1 min 15 s 621 |         |
| 2   | Felipe Massa      | Ferrari            | 1 min 15 s 693 | 0 s 072 |
| 3   | Lewis Hamilton    | McLaren-Mercedes   | 1 min 15 s 839 | 0 s 218 |
| 4   | Fernando Alonso   | Renault            | 1 min 15 s 943 | 0 s 322 |
| 5   | Sebastian Vettel  | Toro Rosso-Ferrari | 1 min 16 s 037 | 0 s 416 |
| 6   | Jarno Trulli      | Toyota             | 1 min 16 s 133 | 0 s 512 |

## Grille de départ

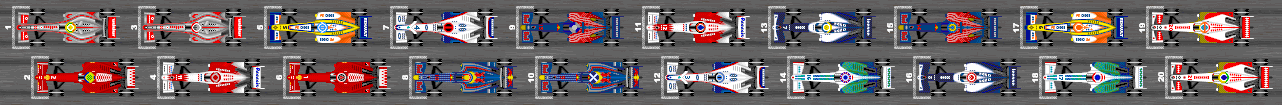
La grille de départ du Grand Prix

| Pos | Pilote               | Écurie              | Qualifications 1 | Qualifications 2 | Qualifications 3 |
| --- | -------------------- | ------------------- | ---------------- | ---------------- | ---------------- |
| 1   | Lewis Hamilton       | McLaren-Mercedes    | 1 min 15 s 218   | 1 min 14 s 603   | 1 min 15 s 666   |
| 2   | Felipe Massa         | Ferrari             | 1 min 14 s 921   | 1 min 14 s 747   | 1 min 15 s 859   |
| 3   | Heikki Kovalainen    | McLaren-Mercedes    | 1 min 15 s 476   | 1 min 14 s 855   | 1 min 16 s 143   |
| 4   | Jarno Trulli         | Toyota              | 1 min 15 s 560   | 1 min 15 s 122   | 1 min 16 s 191   |
| 5   | Fernando Alonso      | Renault             | 1 min 15 s 917   | 1 min 14 s 943   | 1 min 16 s 385   |
| 6   | Kimi Räikkönen       | Ferrari             | 1 min 15 s 201   | 1 min 14 s 949   | 1 min 16 s 389   |
| 7   | Robert Kubica        | BMW Sauber          | 1 min 15 s 985   | 1 min 15 s 109   | 1 min 16 s 521   |
| 8   | Mark Webber          | Red Bull-Renault    | 1 min 15 s 900   | 1 min 15 s 481   | 1 min 17 s 014   |
| 9   | Sebastian Vettel     | Toro Rosso-Ferrari  | 1 min 15 s 532   | 1 min 15 s 420   | 1 min 17 s 244   |
| 10  | David Coulthard      | Red Bull-Renault    | 1 min 15 s 975   | 1 min 15 s 338   | 1 min 17 s 503   |
| 11  | Timo Glock           | Toyota              | 1 min 15 s 560   | 1 min 15 s 508   |                  |
| 12  | Nick Heidfeld        | BMW Sauber          | 1 min 15 s 596   | 1 min 15 s 581   |                  |
| 13  | Nico Rosberg         | Williams-Toyota     | 1 min 15 s 863   | 1 min 15 s 633   |                  |
| 14  | Jenson Button        | Honda               | 1 min 15 s 993   | 1 min 15 s 701   |                  |
| 15  | Sébastien Bourdais   | Toro Rosso-Ferrari  | 1 min 15 s 927   | 1 min 15 s 858   |                  |
| 16  | Kazuki Nakajima      | Williams-Toyota     | 1 min 16 s 083   |                  |                  |
| 17  | Nelsinho Piquet      | Renault             | 1 min 16 s 189   |                  |                  |
| 18  | Rubens Barrichello   | Honda               | 1 min 16 s 246   |                  |                  |
| 19  | Adrian Sutil         | Force India-Ferrari | 1 min 16 s 657   |                  |                  |
| 20  | Giancarlo Fisichella | Force India-Ferrari | 1 min 16 s 963   |                  |                  |

## Course

### Déroulement de l'épreuve
Lewis Hamilton tire avantage de sa pole position et creuse peu à peu l'écart sur ses rivaux. À la mi-course, Felipe Massa pointe déjà à 11 secondes et Heikki Kovalainen à 18. 
Cette avance confortable est réduite à néant par la sortie du safety-car à la suite de l'accident dont est victime Timo Glock qui fracasse sa monoplace contre le muret des stands. Alors que presque tous les concurrents profitent de la neutralisation pour ravitailler, Hamilton reste en piste. À la relance, il devance Nelsinho Piquet et Nick Heidfeld (qui ne sont pas non plus passés par les stands) mais le Brésilien possède l'avantage certain de ne plus avoir à ravitailler pour atteindre l'arrivée. 
Après son arrêt au stand, Hamilton n'est plus que 5e, il force alors son talent et déborde Kovalainen et Massa. Le passage par les stands d'Heidfeld lui permet de pointer en seconde position et de se lancer à l'attaque de Piquet. Il reprend la tête de l'épreuve au 59e passage et remporte son quatrième succès de la saison en devançant Piquet (qui décroche son premier podium) et Massa. Heidfeld se classe quatrième devant Kovalainen, Räikkönen, Kubica et Sebastian Vettel.

### Classement de la course
| Pos  | No | Pilote               | Écurie              | Tours | Temps/Abandon                                   | Grille | Points |
| ---- | -- | -------------------- | ------------------- | ----- | ----------------------------------------------- | ------ | ------ |
| 1    | 22 | Lewis Hamilton       | McLaren-Mercedes    | 67    | 1 h 31 min 20 s 874 (201,291 km/h)              | 1      | 10     |
| 2    | 6  | Nelsinho Piquet      | Renault             | 67    | + 5 s 586                                       | 17     | 8      |
| 3    | 2  | Felipe Massa         | Ferrari             | 67    | + 9 s 339                                       | 2      | 6      |
| 4    | 3  | Nick Heidfeld        | BMW Sauber          | 67    | + 9 s 825                                       | 12     | 5      |
| 5    | 23 | Heikki Kovalainen    | McLaren-Mercedes    | 67    | + 12 s 411                                      | 3      | 4      |
| 6    | 1  | Kimi Räikkönen       | Ferrari             | 67    | + 14 s 403                                      | 6      | 3      |
| 7    | 4  | Robert Kubica        | BMW Sauber          | 67    | + 22 s 682                                      | 7      | 2      |
| 8    | 15 | Sebastian Vettel     | Toro Rosso-Ferrari  | 67    | + 33 s 299                                      | 9      | 1      |
| 9    | 11 | Jarno Trulli         | Toyota              | 67    | + 37 s 158                                      | 4      |        |
| 10   | 7  | Nico Rosberg         | Williams-Toyota     | 67    | + 37 s 625                                      | 13     |        |
| 11   | 5  | Fernando Alonso      | Renault             | 67    | + 38 s 600                                      | 5      |        |
| 12   | 14 | Sébastien Bourdais   | Toro Rosso-Ferrari  | 67    | + 39 s 111                                      | 15     |        |
| 13   | 9  | David Coulthard      | Red Bull-Renault    | 67    | + 54 s 971                                      | 10     |        |
| 14   | 8  | Kazuki Nakajima      | Williams-Toyota     | 67    | + 1 min 00 s 003                                | 16     |        |
| 15   | 20 | Adrian Sutil         | Force India-Ferrari | 67    | + 1 min 09 s 488                                | 19     |        |
| 16   | 21 | Giancarlo Fisichella | Force India-Ferrari | 67    | + 1 min 24 s 093                                | 20     |        |
| 17   | 16 | Jenson Button        | Honda               | 66    | + 1 tour                                        | 14     |        |
| Abd. | 17 | Rubens Barrichello   | Honda               | 51    | Accrochage avec Coulthard                       | 18     |        |
| Abd. | 10 | Mark Webber          | Red Bull-Renault    | 40    | Moteur                                          | 8      |        |
| Abd. | 12 | Timo Glock           | Toyota              | 36    | Accident à la suite d'une rupture de suspension | 11     |        |

- Légende: Abd.=Abandon

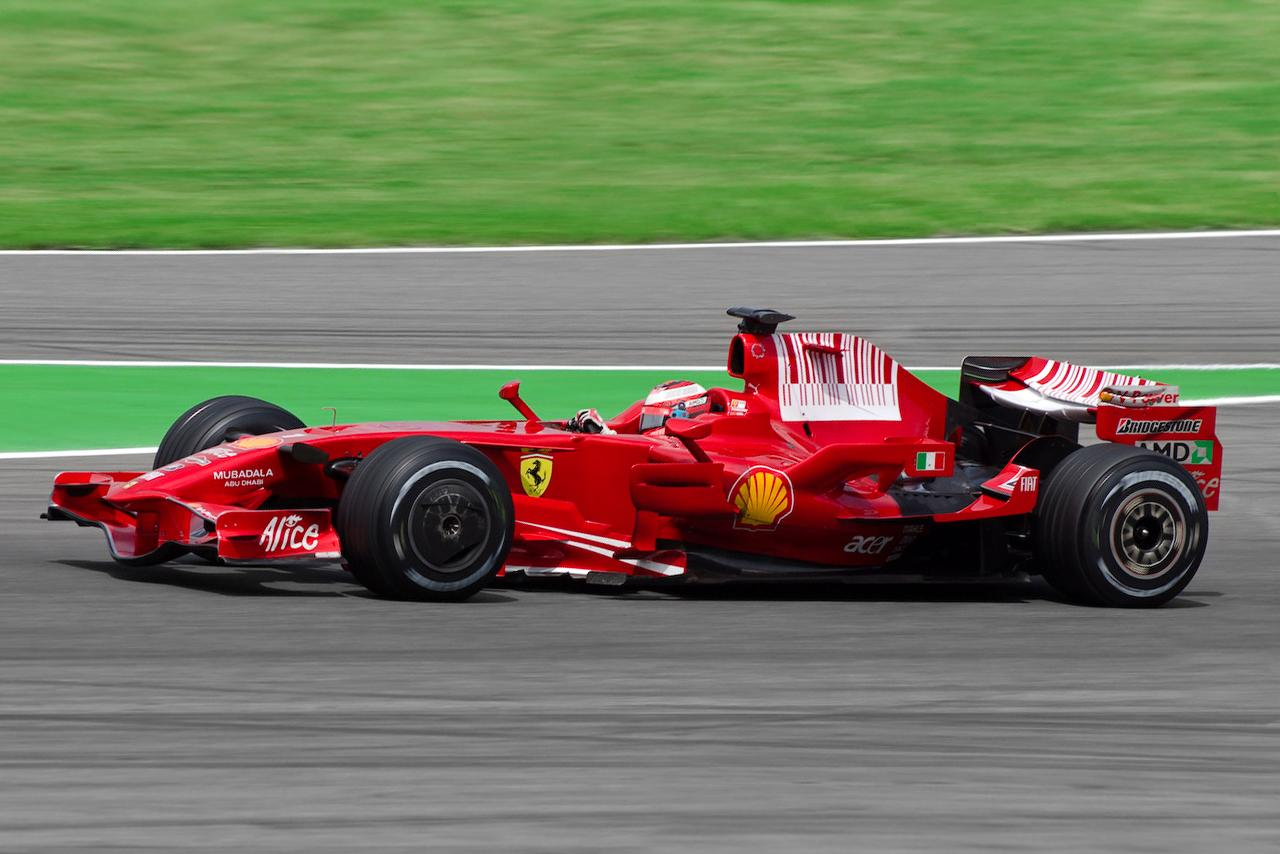
Kimi Räikkönen termine sixième du Grand Prix

- Arrivé 14e à 59 secondes du vainqueur, Giancarlo Fisichella a été pénalisé de 25 secondes après la course pour s'être dédoublé sous régime de safety-car à un moment où il n'était pas autorisé à le faire[1].

### Pole position et record du tour
- Pole position :  Lewis Hamilton (McLaren-Mercedes) en 1 min 15 s 666 (217,620 km/h). Le meilleur temps des qualifications a quant à lui été établi par Hamilton lors de la Q2 en 1 min 14 s 603.
- Meilleur tour en course :  Nick Heidfeld (BMW Sauber) en 1 min 15 s 987 ( 216,700 km/h) au 52e tour.

### Tours en tête
- Lewis Hamilton (McLaren-Mercedes) : 53 tours (1-18 / 22-37 / 39-50 / 61-67).
- Nelsinho Piquet 'Renault) : 7 tours (54-60).
- Felipe Massa (Ferrari) : 3 tours (19-20 / 38).
- Nick Heidfeld (BMW Sauber) : 3 tours (51-53).
- Heikki Kovalainen (McLaren-Mercedes) : 1 tour (21).

## Classements généraux à l'issue de la course
| Pos | Pilote               | Écurie              | Points |
| --- | -------------------- | ------------------- | ------ |
| 1   | Lewis Hamilton       | McLaren-Mercedes    | 58     |
| 2   | Felipe Massa         | Ferrari             | 54     |
| 3   | Kimi Räikkönen       | Ferrari             | 51     |
| 4   | Robert Kubica        | BMW Sauber          | 48     |
| 5   | Nick Heidfeld        | BMW Sauber          | 41     |
| 6   | Heikki Kovalainen    | McLaren-Mercedes    | 28     |
| 7   | Jarno Trulli         | Toyota              | 20     |
| 8   | Mark Webber          | Red Bull-Renault    | 18     |
| 9   | Fernando Alonso      | Renault             | 13     |
| 10  | Rubens Barrichello   | Honda               | 11     |
| 11  | Nelsinho Piquet      | Renault             | 10     |
| 12  | Nico Rosberg         | Williams-Toyota     | 8      |
| 13  | Kazuki Nakajima      | Williams-Toyota     | 8      |
| 14  | David Coulthard      | Red Bull-Renault    | 6      |
| 15  | Sebastian Vettel     | Toro Rosso-Ferrari  | 6      |
| 16  | Timo Glock           | Toyota              | 5      |
| 17  | Jenson Button        | Honda               | 3      |
| 18  | Sébastien Bourdais   | Toro Rosso-Ferrari  | 2      |
| 19  | Giancarlo Fisichella | Force India-Ferrari | 0      |
| 20  | Adrian Sutil         | Force India-Ferrari | 0      |
| 21  | Takuma Satō          | Super Aguri-Honda   | 0      |
| 22  | Anthony Davidson     | Super Aguri-Honda   | 0      |

| Pos | Écurie              | Points |
| --- | ------------------- | ------ |
| 1   | Ferrari             | 105    |
| 2   | BMW Sauber          | 89     |
| 3   | McLaren-Mercedes    | 86     |
| 4   | Toyota              | 25     |
| 5   | Red Bull-Renault    | 24     |
| 6   | Renault             | 23     |
| 7   | Williams-Toyota     | 16     |
| 8   | Honda               | 14     |
| 9   | Toro Rosso-Ferrari  | 8      |
| 10  | Force India-Ferrari | 0      |
| 11  | Super Aguri-Honda   | 0      |

## Statistiques
- 9e pole position de sa carrière pour Lewis Hamilton.
- 8e victoire de sa carrière pour Lewis Hamilton.
- 160e victoire pour McLaren en tant que constructeur.
- 65e victoire pour Mercedes en tant que motoriste.
- 1er podium de sa carrière pour Nelsinho Piquet, second de l'épreuve.
- 1ers tours en tête d'un Grand Prix de sa carrière pour Nelsinho Piquet (7 tours soit 32 km).
- 200e Grand Prix pour le manufacturier de pneumatiques Bridgestone.
- Le podium du Grand Prix est le plus jeune de l'histoire de la Formule 1. La moyenne des âges d'Hamilton, Piquet et Massa est en effet de 24 ans et 7 mois. Le précédent record de précocité sur le podium était de 24 ans 7 mois et 13 jours, au Grand Prix de Hongrie 2003 avec Fernando Alonso, Kimi Räikkönen et Juan Pablo Montoya.